# Брезовица при Љубљани
Брезовица при Љубљани (словен. Brezovica pri Ljubljani) је град и управно средиште општине Брезовица, која припада Средњесловенске регије у Републици Словенији.
По попису становништва из 2011. године, насеље Брезовица при Љубљани имало је 2.862 становника.